# Patrice Tirolien
Patrice Tirolien (ur. 17 marca 1946 w Grand-Bourg, zm. 23 listopada 2019) – francuski polityk i nauczyciel z Gwadelupy, deputowany do Parlamentu Europejskiego VII kadencji.

## Życiorys
Z zawodu nauczyciel w szkołach średnich. Od 1989 do 2013 pełnił funkcję mera swojej rodzinnej miejscowości. W latach 1995–1997 sprawował mandat posła do Zgromadzenia Narodowego. Objął go w trakcie X kadencji, zastępując zmarłego Frédérica Jaltona. W latach 2004–2009 był wiceprezydentem regionu Gwadelupa ds. finansów i budżetu.
W wyborach w 2009 został wybrany w skład Parlamentu Europejskiego z listy Partii Socjalistycznej w okręgu zamorskim. W PE VII kadencji przystąpił do grupy Postępowego Sojuszu Socjalistów i Demokratów, został też członkiem Komisji Rozwoju. Mandat wykonywał do 2014.